# Zamora (Musiker)
Alejandro Zamora (* 13. Juli 1979 in Caracas), bekannt als Zamora, ist ein New-Age-Musiker und Pianist aus Venezuela.

## Karriere
Zamora brachte sich selbst das Klavierspiel und den Umgang mit Musikcomputern bei. 2007 begann er mit der Veröffentlichung seiner Serie von elektronischer Instrumentalmusik unter dem Titel Instrumental Oasis. Der in Kalifornien lebende Venezolaner gehörte der Jury für die Grammy Awards an und wurde 2010 selbst mit dem vierten Teil seiner Serie für einen Grammy in der Kategorie Bestes New-Age-Album nominiert. Im Jahr darauf folgte die zweite Nominierung für Teil sechs.

## Diskografie
- Instrumental Oasis, Vol. 1 (2007)
- Instrumental Oasis, Vol. 2 (2008)
- Instrumental Oasis, Vol. 3 (2009)
- Instrumental Oasis, Vol. 4 (2010)
- Solo Piano (2010)
- Instrumental Oasis, Vol. 5 (2011)
- Instrumental Oasis, Vol. 6 (2011)
- 0 Stress (2011)
- Instrumental Oasis, Vol. 7 (2012)
- Instrumental Oasis, Vol. 8 (2013)
- Instrumental Oasis, Vol. 9 (2014)